# Carlsberg Funktionærforening 1931-1933
Carlsberg Funktionærforening 1931-1933 er en dansk dokumentarfilm med optagelser fra 1931 til 1933 med klip fra årlige udflugter afholdt af funktionærforeningen på Carlsbergbryggeriet.

## Handling
Optagelser fra Carlsberg Funktionærforenings sommerudflugter 1931-1933. 50 ansatte har meldt sig til sommerudflugten i 1931. De glade og feststemte deltagere mødes foran Carlsbergs hovedkontor og kører derefter afsted til Fiskebæk Hotel. Undervejs punkterer en af bilerne, og det koster foreningen en omgang romtoddyer på Hotel Frederiksværk. 
I 1932 er der endnu større tilslutning til sommerudflugten, og vejret er fremragende. Denne gang går turen til Hornbæk. Undervejs gør deltagerne holdt ved Skovlyst Kro, hvor der drikkes afsvalende sjusser. Derefter er det videre til Bondegården i Hornbæk og Hornbæk Strand, hvor deltagerne boltrer sig på standen og i havet. Efter sådan en omgang, skal sult og tørst stilles. Det bliver den på Hornbæk Smørrebrødscentral, hvor frokosten bliver skyllet ned med en stor Carlsberg fra fad.
Lørdag den 10. juni 1933 går udflugten til Trægaarden i Roskilde, hvor der er fugleskydning og en række andre aktiviteter. Ind imellem sommerudflugterne ses optagelser fra Carlsbergs hovedkontor, hvor personalet hygger sig i gårdhaven og på tagterrassen med kaffe, cigaretter og øl - selvfølgelig fra Carlsberg.